# Paolo Giuseppe Solaro
Paolo Giuseppe Solaro (ur. 24 stycznia 1743 w Sybinie, zm. 9 września 1824 w Turynie) – włoski kardynał.

## Życiorys
Urodził się 24 stycznia 1743 roku w Sybinie. Studiował na Uniwersytecie w Turynie, gdzie uzyskał doktorat utroque iure. 22 lutego 1766 roku przyjął święcenia kapłańskie. 20 września 1784 roku został biskupem Aosty, a sześć dni później przyjął sakrę. W 1803 roku zrezygnował z zarządzania diecezją. 23 września 1816 roku został kreowany kardynałem prezbiterem i otrzymał kościół tytularny San Pietro in Vincoli. Zmarł 9 września 1824 roku w Turynie.